# Kaassoufflé
Un kaassoufflé es un bocadillo neerlandés de queso derretido dentro de una envoltura fina a base de masa empanizada y luego se fríe.

## Descripción
Se cree que un kaassoufflé está influenciado por la comida callejera indonesia llamada gorengan. Se compra ya sea congelado y frito en casa, o se pide en kioskos en los Países Bajos, donde es uno de los pocos bocadillos vegetarianos de comida rápida disponibles. En algunos establecimientos de comida rápida holandeses, como FEBO o Smullers, es posible comprar un kaassoufflé sin tener que pedirlo en el mostrador; en cambio, se puede obtener directamente de un automatiek (restaurante automático, en neerlandés), una máquina expendedora que funciona con monedas. El kaassoufflé es también un bocadillo popular que se sirve en un borrel, una reunión informal holandesa con bebidas y bocadillos (la palabra "borrel" originalmente se refería a un vaso pequeño en el que se sirven bebidas destiladas, generalmente ginebra).
Por lo general, este bocadillo viene en dos formas diferentes: ya sea como un rectángulo grande que mide aproximadamente 10 cm por 5 cm (4 "por 2"), o con forma de media luna de aproximadamente 10 cm (5 ") de largo. Las versiones más pequeñas, llamadas mini-kaassoufflés, generalmente se venden para el consumo en casa, o en el mencionado borrel donde generalmente se comen como parte de un bittergarnituur, una selección de bocadillos para acompañar las bebidas. Los kaassoufflés no se limitan a tener solo un queso tipo Gouda como relleno. Se pueden agregar ingredientes adicionales al queso, como jamón o espinacas, o también se puede hacer con diferentes tipos de queso. Otra variedad de kaassoufflé es el tipo horneado. Esto se hace simplemente envolviendo una rebanada de queso, con o sin especias adicionales, dentro de la masa de hojaldre y luego horneándola en un horno.
Aunque el nombre de este bocadillo contiene la palabra "soufflé", tiene muy poco en común con un suflé real que, de hecho, puede contener queso y, por lo tanto, también puede llamarse kaassoufflé en holandés.

## Prácticas de consumo
Un kaassoufflé generalmente se come solo, acompañado a veces con mostaza, mayonesa, ketchup normal o ketchup al curry. Un broodje kaassoufflé es el bocadillo que se sirve en un bollo.

## Galería
- Un broodje kaassoufflé mostrando el relleno de queso derretido

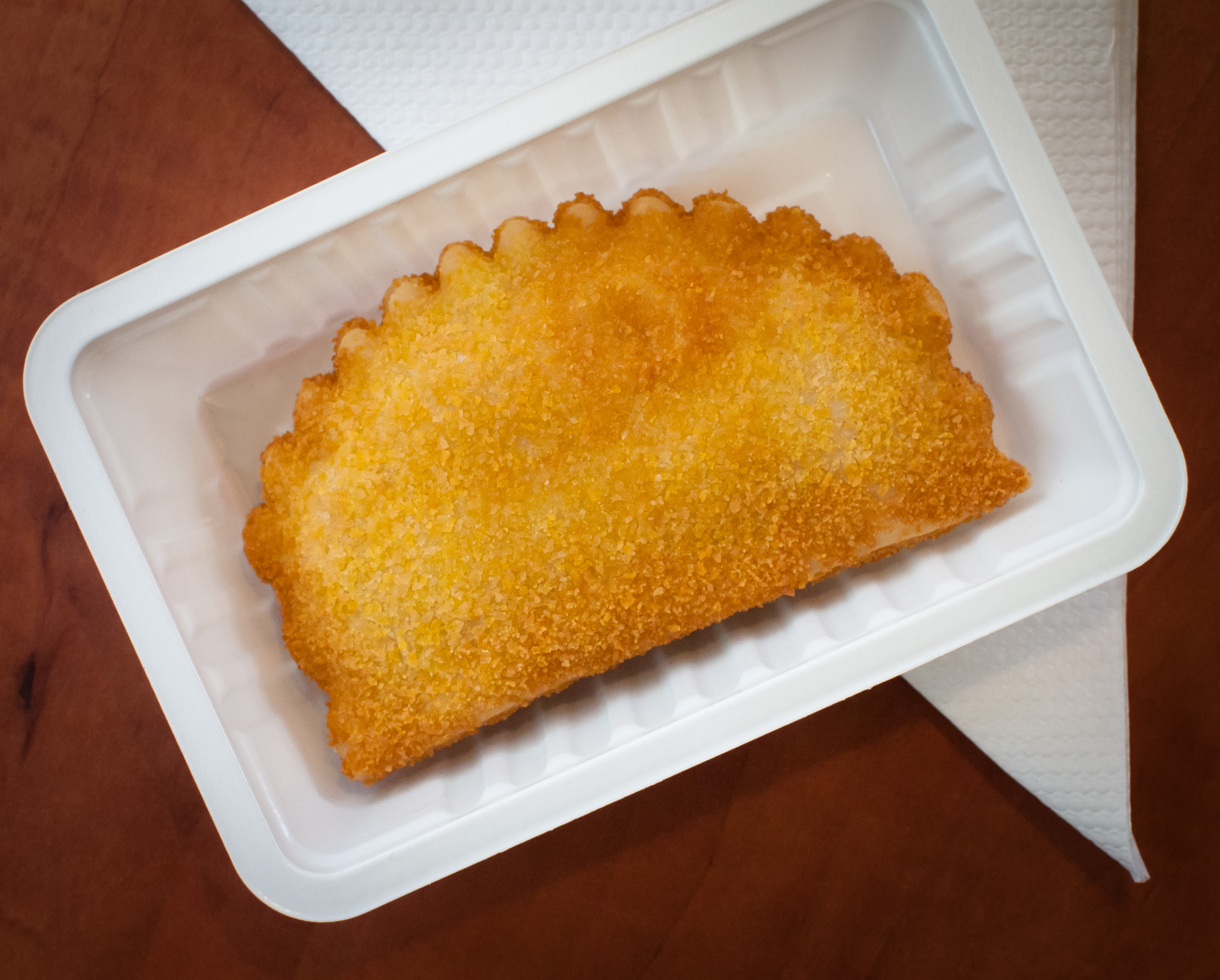
Kaassoufflé en forma de media luna
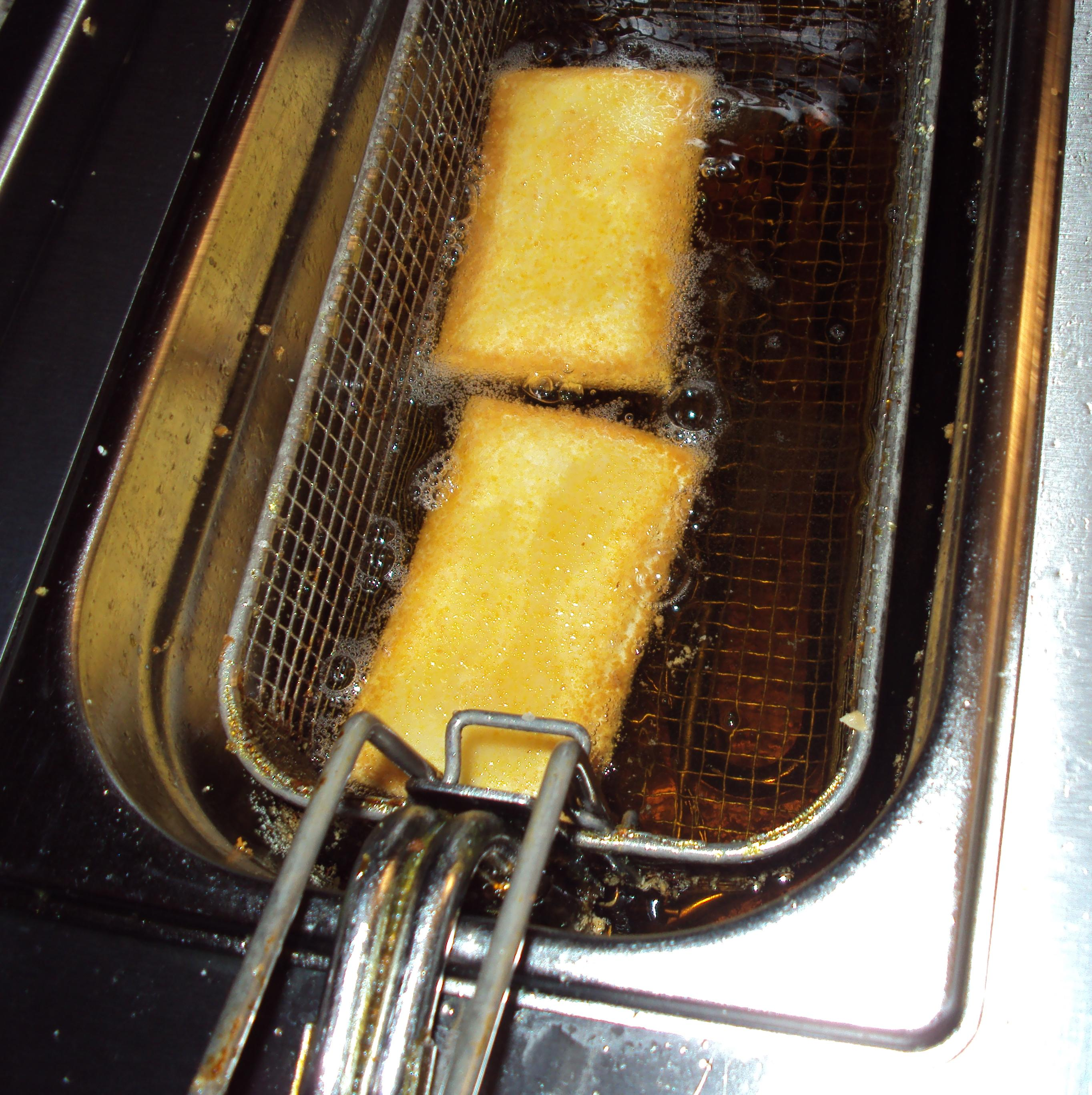
Kaassoufflés para freír